# Učka (selo)
Učka, selo na Učki podno vrha Vojaka. U prošlosti su postojala dva sela koja su se nazivala Mala Učka, smješteno na 980 m. nad morem, i spaljeno 1944. za vrijeme Drugog svjetskog rata. Mala Učka bila je najviše naselje na Učkoj, a njezini stanovnici, poznati pod imenom Učkari, bili su poznati po stočarstvu i prozvodnji sira. Ovo selo, osim nekoliko vikendica, danas je pusto. Drugo selo Vela Učka smješteno je uz planinski potok Studenu. Administrativno pripada Primorsko-goranskoj županiji i gradu Opatiji.